# Fanny David
Fanny David (geboren am 2. Dezember 1892 in Berlin; gestorben Ende Oktober 1944 im KZ Auschwitz-Birkenau) war eine deutsche Wohlfahrtspflegerin und jüdische Verbandsfunktionärin, die Opfer des Holocaust wurde.

## Leben
Fanny David war die älteste Tochter des Kaufmanns Max David († 1929) und dessen Ehefrau Martha, geborene Brach (1871–1944). Ihre Familie zog bald nach Altona, wo ihr Vater unter schwierigen finanziellen Bedingungen ein Wein- und Spirituosen-Importgeschäft führte und ihre jüngere Schwester Irma (1901–1944) geboren wurde. Sie betätigte sich nach ihrer Schulzeit praktisch und politisch in der Wohlfahrtspflege, wobei über ihre Ausbildungszeiten keine Angaben vorliegen.
Ab 1921 war David im neu geschaffenen Wohlfahrtsamt in Hamburg beschäftigt, wo sie aufgrund ihres sozialpolitischen Engagements 1927 zur Inspektorin aufstieg. Die Sozialdemokratin wurde 1930 während der Weltwirtschaftskrise mit der Leitung der neu geschaffenen Wohlfahrtsstelle Hamburg-Barmbek betraut und verblieb in dieser Position bis April 1933. David wurde noch 1932 zur Oberinspektorin befördert und gehörte der Beratungsrunde um den Leiter des Hamburger Wohlfahrtsamtes Oskar Martini an.
Nach der Machtübernahme durch die Nationalsozialisten wurde David am 4. April 1933 nach dem Berufsbeamtengesetz umgehend entlassen. Anschließend engagierte sie sich bei der Jüdischen Gemeinde Hamburg, wo sie erst die Beratungsstelle für jüdische Wirtschaftshilfe und danach die Auswandererwirtschaftshilfe leitete. In Personalunion war sie stellvertretende Leiterin der Hauptabteilung Fürsorgewesen. Ab Herbst 1939 musste sie „Arbeiten zur Zwangsüberleitung der gesamten öffentlichen Fürsorge für Juden auf den Jüdischen Religionsverband“ ausführen, da Juden von der öffentlichen NS-Fürsorge ausgeschlossen wurden. Sie musste zwangsweise mehrmals innerhalb Hamburgs umziehen und lebte ab April 1942 mit ihrer Mutter und geschiedenen Schwester in Judenhäusern.
Nach der Auflösung des Jüdischen Religionsverbandes, dem zwangsweisen Nachfolger der Jüdischen Gemeinde Hamburg, wurde David mit ihrer Mutter und Schwester am 23. Juni 1943 vom Hannoverschen Bahnhof in das Ghetto Theresienstadt deportiert. In Theresienstadt wurde sie in Arbeitskolonnen eingesetzt und gehörte dort später der Lagerselbstverwaltung mit Prominentenstatus (B) an. Mit ihrer Mutter und Schwester lebte sie dort unter katastrophalen Bedingungen. Sie führte konspirativ Listen von den deportierten Juden, die sie um Transport- und Todesdaten ergänzte. Diese Listen übergab sie vor ihrer eigenen Deportation einem weiblichen Mithäftling.
Am 28. Oktober 1944 wurde sie mit ihrer Schwester in das KZ Auschwitz-Birkenau deportiert und dort wahrscheinlich kurz nach der Ankunft durch Gas ermordet. Ihre Mutter war zwei Wochen zuvor an schwerem Asthma gestorben.
Zum Gedenken an Fanny David trägt seit 1964 eine Straße in Hamburg-Lohbrügge ihren Namen.